# Fluorsköljning
Fluorsköljning innebär att man sköljer tänderna med en lösning som innehåller fluor, i syfte att stärka tandemaljen och förebygga karies. Det är ett komplement till att borsta tänderna med tandborste och tandkräm. Fluorsköljning förekommer bland annat i skolor och kan genomföras av en tandhygienist eller tandsköterska, inofficiellt även kallad "fluortant".

## Sverige

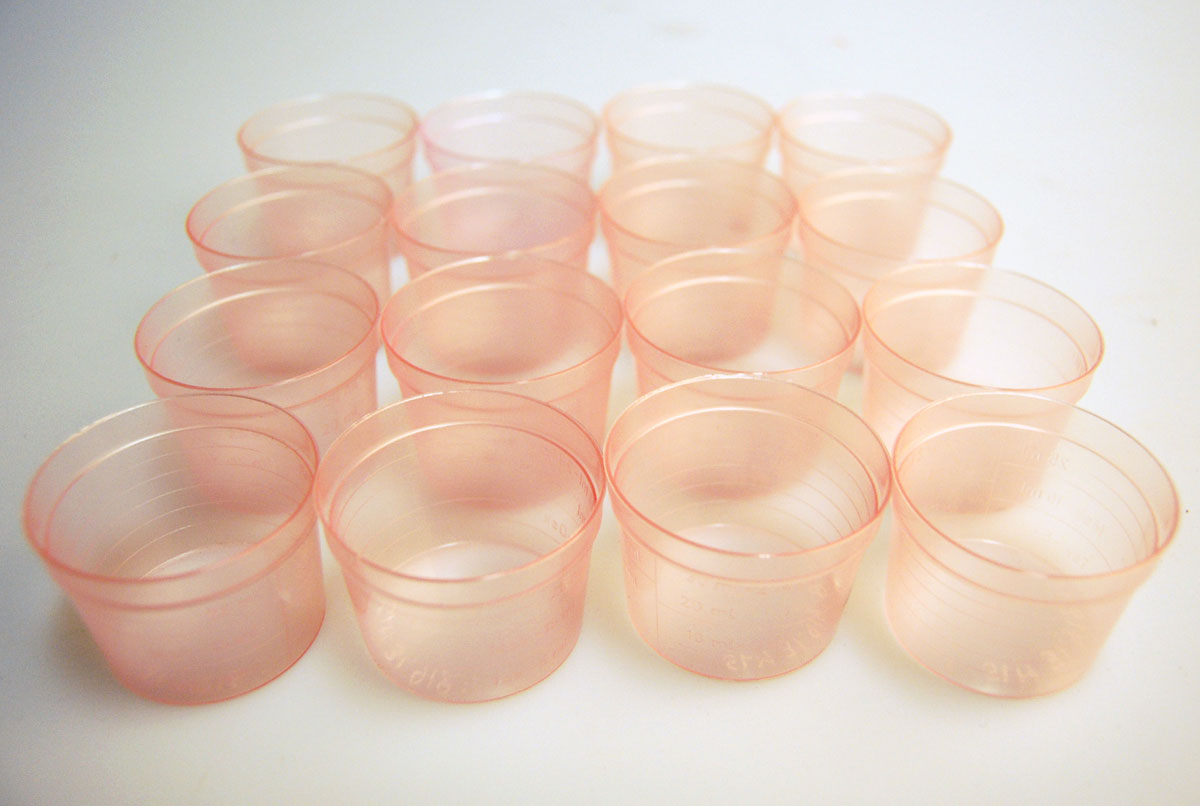
Fluorsköljningsmuggar i plast som användes i skolor i Sverige från 1960-talet till 1980-talet. Muggarna har en graderad milliliterskala.

Från 1960-talet och fram till början av 1990-talet var fluorsköljning ett obligatoriskt inslag bland låg- och mellanstadieelever i svenska skolor. Av besparingsskäl upphörde den obligatoriska fluorsköljningen. Under 2000-talet har det åter blivit vanligare i skolorna. En del skolor erbjuder även fluorsköljning till eleverna i samband med skollunchen.